# Gurahonț

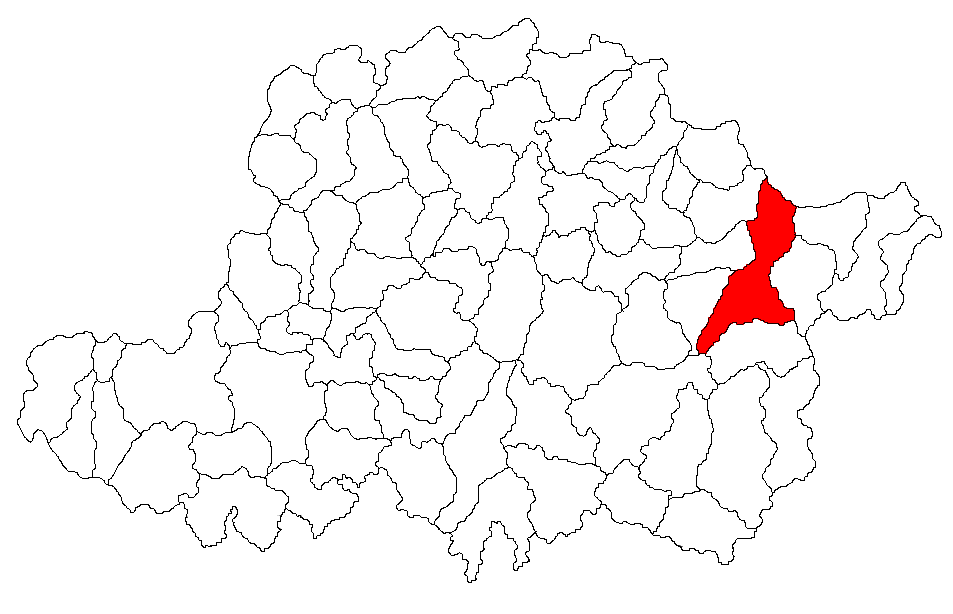
Lage von Gurahonț im Kreis Arad

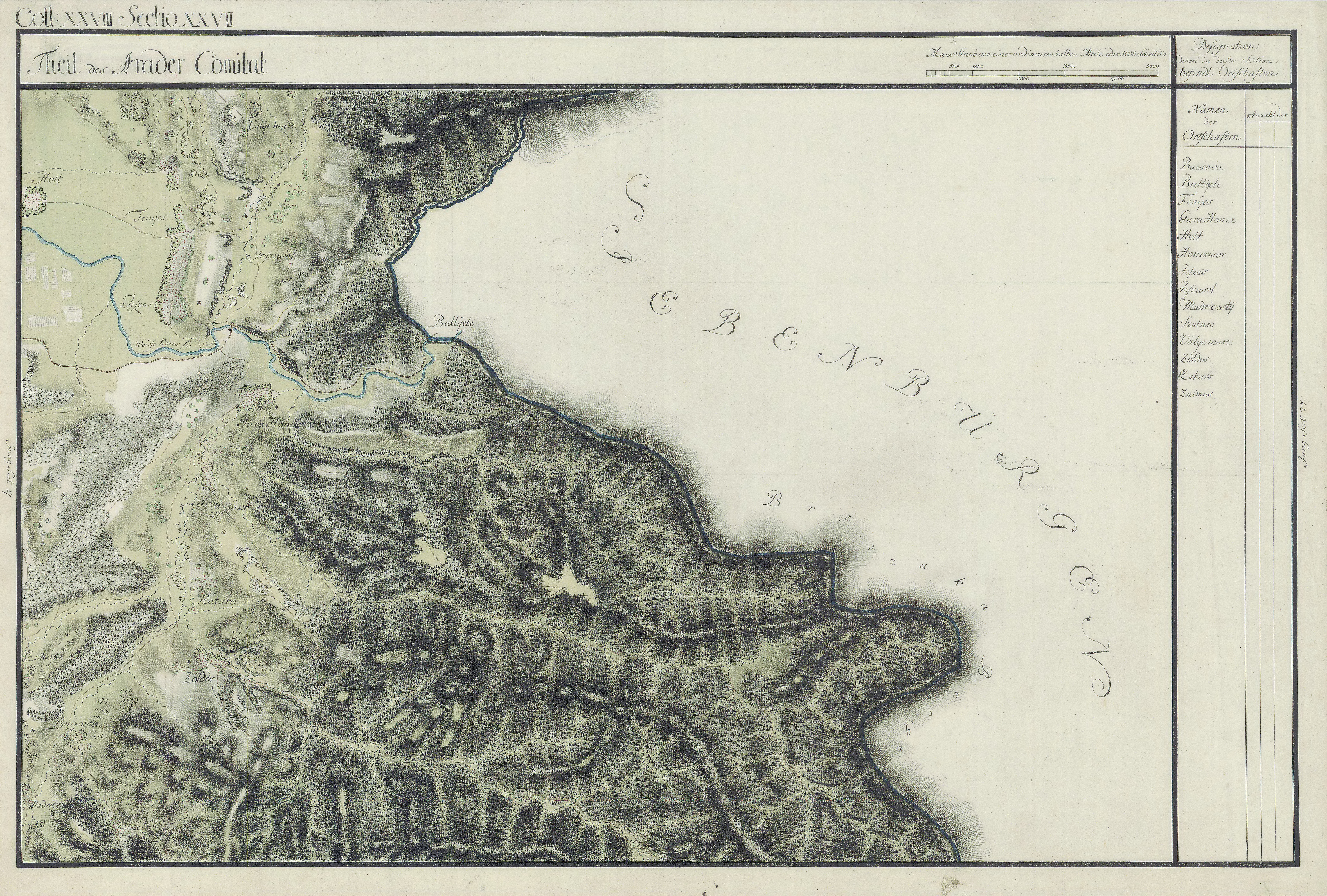
Gurahonț (Gura Honcz) auf der Josephinischen Landaufnahme von 1782–1785.

Gurahonț (deutsch Gurahonz, ungarisch Gurahonc oder Honctő) ist eine Gemeinde im Kreis Arad, im Kreischgebiet, im Westen Rumäniens.

## Geografische Lage
Gurahonț liegt im Osten des Kreises Arad, in 100 km Entfernung von der Kreishauptstadt Arad.

## Nachbarorte
| Pescari  | Iosaș                                       | Gura Văii |
| Bonțești | Kompassrose, die auf Nachbargemeinden zeigt | Dumbrava  |
| Mustești | Brazii                                      | Budești   |

## Geschichte
Die erste urkundliche Erwähnung der Ortschaft Hunc stammt aus dem Jahr 1386.
Im Laufe der Jahrhunderte traten verschiedene Schreibweisen des Ortsnamens in Erscheinung: 1386 Hunc, 1439 Hunnczteu, 1441 Hontheu, 1464 Honczfalwa, 1518 Gurahoncz, 1574 Honcz, 1601 Gaura, 1697 Gura, 1784 Honcz, 1715 Gurahoncz, 1808 Gurahoncz, 1839, 1851 Gurahoncz, 1858, 1863 Gurahoncz, 1873, 1877 Gurahonc, 1881–1900 Gurahoncz, 1909 Gurahonţ, Gurahoncz, 1910 Honcztő, 1913 Honctő, Honctői, 1921 Gurahonţ, Honcztő, 1925 Gura-Honţ, 1932 Gurahonţ.
Nach der Eroberung Timișoaras (1552) im Ersten Österreichischen Türkenkrieg zogen die Türken in Richtung Kreischgebiet. 1574 ist Bayezid als Gutsherr von Gurahoncz eingetragen. Im 17. Jahrhundert sind verschiedene ungarische Adelsfamilien, wie etwa die Familie Borosbeny, im Besitz des Gutes.
Nach dem Frieden von Karlowitz (1699) kam Arad und das Maroscher Land unter österreichische Herrschaft, während das Banat südlich der Marosch bis zum Frieden von Passarowitz (1718) unter Türkenherrschaft verblieb. Auf der Josephinischen Landaufnahme ist Gura Honcz eingetragen. Auf der Josephinischen Karte ist zu sehen, dass Gura Honcz am linken Ufer der Weißen Kreisch lag, während am rechten Ufer die Ortschaften Iosaș und Iosășel lagen. Heute ist Iosășel in Gurahonț einverleibt.
Infolge des Österreichisch-Ungarischen Ausgleichs (1867) wurde das Arader Land, wie das gesamte Banat und Siebenbürgen, dem Königreich Ungarn innerhalb der Doppelmonarchie Österreich-Ungarn angegliedert. Die amtliche Ortsbezeichnung war Gurahoncz.
Der Vertrag von Trianon am 4. Juni 1920 hatte die Grenzregulierung zur Folge, wodurch Gurahonț  an das Königreich Rumänien fiel.

## Bevölkerungsentwicklung
| 1880 | 4842 | 4576 | 175 | 51 | 40            |
| 1910 | 6796 | 5741 | 942 | 89 | 24            |
| 1930 | 6100 | 5568 | 227 | 79 | 226           |
| 1977 | 5384 | 5296 | 52  | 20 | 16            |
| 1992 | 4895 | 4816 | 32  | 11 | 36            |
| 2002 | 4506 | 4399 | 15  | 5  | 87            |
| 2021 | 3575 | 3387 | 3   | -  | 185 (28 Roma) |